# Élections en Mongolie
Les élections en Mongolie permettent de désigner au niveau national le Président de la République et le Grand Khoural d'État.

## Corps électoral
Le corps électoral est formé des citoyens âgés de plus de 18 ans.

## Système électoral

### Élections présidentielles
Le président est directement élu par les citoyens de Mongolie au scrutin uninominal majoritaire à deux tours pour un mandat renouvelable une seule fois. Pour la première fois, lors de l'élection présidentielle mongole de 2017, un deuxième tour est nécessaire pour départager les deux candidats arrivés en tête, aucun n'ayant remporté la majorité au premier tour, ce qui est habituellement le cas.
L'élection présidentielle mongole a la particularité de tenir réellement compte des votes blancs, en tant que votes valides entrant en compte dans le décompte des voix et de leur pourcentage (articles 97.9 et 99.2 de la loi électorale mongole). Or, un candidat devant réunir la majorité absolue des suffrages (50 % +1 voix) pour être élu, il est ainsi possible qu' aucun candidat n'atteigne le seuil requis pour être élu, même au second tour. Un tel résultat conduit alors à la tenue de nouvelles élections (article 8.6.2) pour laquelle l'ensemble des partis doivent présenter des nouveaux candidats. Cette règle conduit notamment lors de l'Élection présidentielle mongole de 2017 à des appels à un vote blanc tactique de la part du PRPM dont le candidat Sainkhüügiin Ganbaatar est arrivé en troisième position. Khaltmaagiyn Battulga évite de justesse une telle situation par moins de 3500 voix.
Seuls les partis politiques représentés au parlement, le Grand Khoural d’État, peuvent soumettre des candidats lors de chaque élection. Cependant, avant son investiture, le président élu doit démissionner de tout parti politique : il représente l'unité du peuple.
Le président peut être destitué par le parlement s'il est reconnu coupable par la majorité des deux tiers de ses membres d'abuser de ses pouvoirs ou d'avoir violé son serment.

### Élections législatives

#### Avant 2012
Les 76 membres du Grand Khoural d’État sont élus de deux manières : 48 sont élus au scrutin uninominal majoritaire à un tour (le candidat ayant récolté le plus de voix remporte l'élection) dans des circonscriptions à siège unique et 28 à la proportionnelle intégrale dans une circonscription nationale. Dans les circonscriptions à siège unique le candidat arrivé en tête doit avoir reçu au moins 28 % des voix pour être élu (si ce n'est pas le cas, une nouvelle élection a lieu). Pour les 28 membres élus à la proportionnelle, le seuil électoral est fixé à 5 %. Il faut, pour chaque circonscription, qu'au moins la moitié des électeurs inscrits aient voté pour que le résultat soit validé.

#### Actuel
Le 5 mai 2016, une nouvelle loi électorale est votée, supprimant la part de sièges à la proportionnelle. Les 76 députés sont tous élus au scrutin uninominal majoritaire à un tour, avec toujours un seuil à 28 % des voix dans les circonscriptions ainsi qu'une participation requise de 50 % pour la validation de chacun des sièges.